# Emese Takács
Emese Takács (ur. 28 kwietnia 1978 w Budapeszcie) – węgierska szpadzistka.

## Życiorys
W swoim dorobku ma brązowy medal mistrzostw Europy zdobyty w konkurencji drużynowej w 1999 roku.